# Saussurea poljakowii
Saussurea poljakowii là một loài thực vật có hoa trong họ Cúc. Loài này được Glehn miêu tả khoa học đầu tiên năm 1876.